# Robert Stephenson and Hawthorns

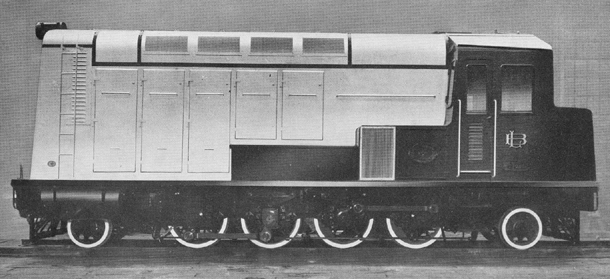
EE VFFLB, primeira locomotiva diesel-elétrica a rodar no Brasil.

Robert Stephenson and Hawthorns Ltd (RSH) foi um fabricante de locomotivas do Nordeste da Inglaterra. A companhia foi formada em setembro de 1937 quando a empresa Robert Stephenson and Company, baseada em Darlington assumiu o departamento de produção de locomotivas da Hawthorn Leslie and Company, com sede em Newcastle upon Tyne.
Em 1938 a RSH adquire a projetos, desenhos e acervo da Kitson and Company em Leeds.
A numeração das locomotivas da RSH, começou em 6939, sendo este o primeiro número após a soma total das locomotivas construídas por Robert Stephenson & Co. e Hawthorn Leslie.
No mesmo ano, foi a responsável pelo fornecimento da parte mecânica da primeira locomotiva diesel-elétrica que circulou no Brasil. Foram construídas três locomotivas em conjunto com a English Electric para a VFFLB, nas oficinas de Alagoinhas.[carece de fontes?]
RSH tornou-se parte de English Electric em 1955, sendo a fabrica de Newcastle fechada em 1961 e a da Darlington em 1964.